# Kostrčany
Kostrčany (německy Kosterschan) jsou malá vesnice, část obce Valeč v okrese Karlovy Vary v Karlovarském kraji. Nachází se asi 2,5 kilometru jižně od Valče. Kostrčany jsou také název katastrálního území o rozloze 2,65 km².

## Historie
První písemná zmínka o vesnici pochází z roku 1359. V letech 1938 až 1945 byly Kostrčany v důsledku uzavření Mnichovské dohody přičleněny k nacistickému Německu.

## Obyvatelstvo
Při sčítání lidu v roce 1921 zde žilo 181 obyvatel (z toho 75 mužů), z nichž byli dva Čechoslováci, 175 Němců a čtyři cizinci. Všichni se hlásili k římskokatolické církvi. Podle sčítání lidu z roku 1930 měla vesnice 168 obyvatel: osm Čechoslováků, 159 Němců a jednoho cizince. I tentokrát byli římskými katolíky.
|                                                               | 1869 | 1880 | 1890 | 1900 | 1910 | 1921 | 1930 | 1950 | 1961 | 1970 | 1980 | 1991 | 2001 | 2011 | 2021 |
| ------------------------------------------------------------- | ---- | ---- | ---- | ---- | ---- | ---- | ---- | ---- | ---- | ---- | ---- | ---- | ---- | ---- | ---- |
| Obyvatelé                                                     | 251  | 223  | 203  | 181  | 197  | 181  | 168  | 75   | 62   | 76   | 59   | 40   | 46   | 40   | 33   |
| Domy                                                          | 45   | 43   | 42   | 43   | 41   | 39   | 39   | 27   | 30   | 13   | 11   | 16   | 15   | 17   | 16   |
| Počet domů z roku 1961 zahrnuje domy místní části Nahořečice. |      |      |      |      |      |      |      |      |      |      |      |      |      |      |      |

## Obecní správa
Při sčítání lidu v letech 1869–1974 Kostrčany byly samostatnou obcí, se kterým patřily nejprve do okresu Žlutice, ale v roce 1950 v okrese Podbořany a v letech 1961–1974 v okrese Karlovy Vary. Od 1. ledna 1975 jsou částí obce Valeč v okrese Karlovy Vary. V letech 1961–1974 k obci patřily Nahořečice.

## Pamětihodnosti
V západní části vesnice stojí na okraji hospodářského dvora barokní kostrčanský zámek postavený pravděpodobně v první čtvrtině osmnáctého století.

## Galerie

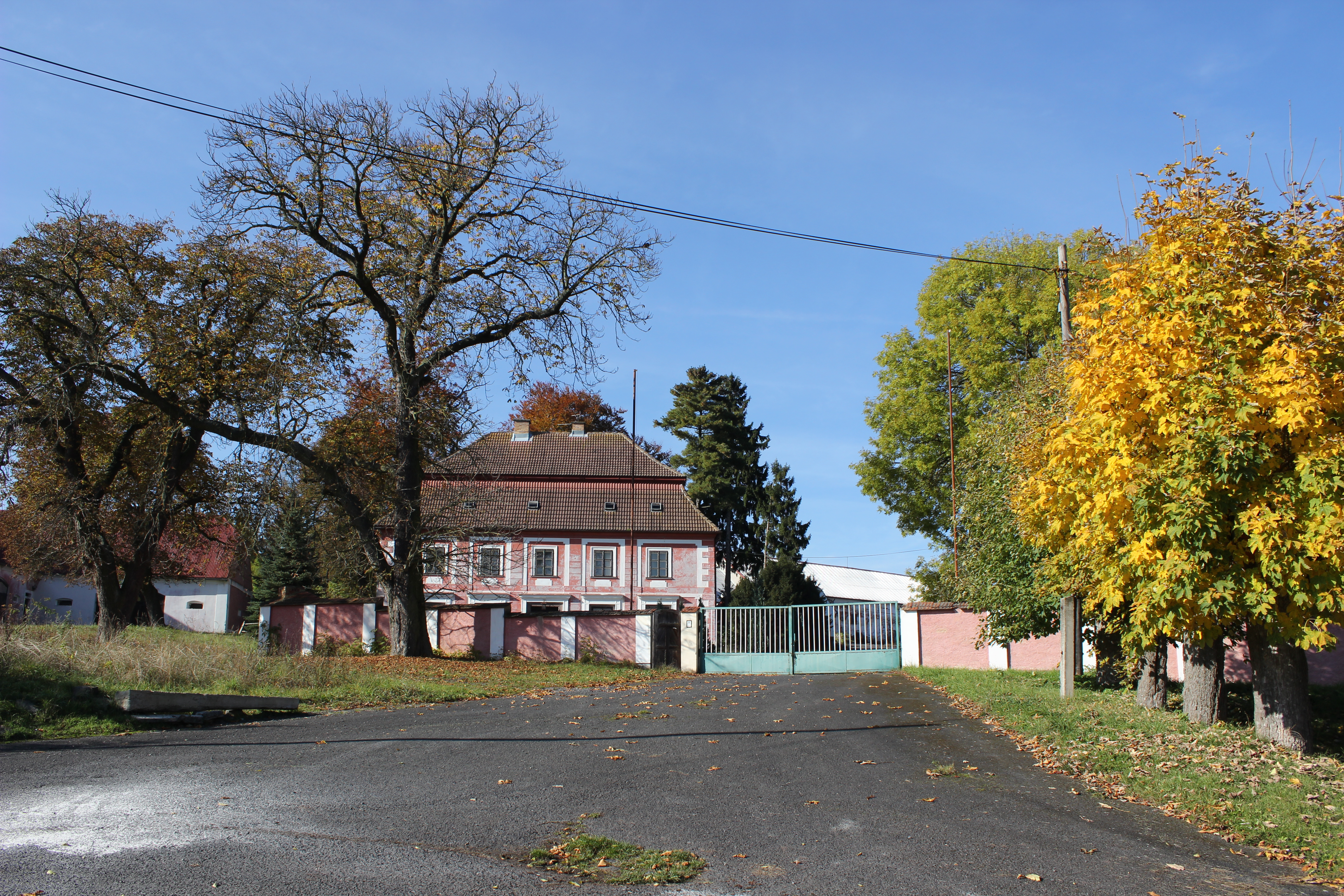
Celkový pohled na zámek a příjezdovou cestu
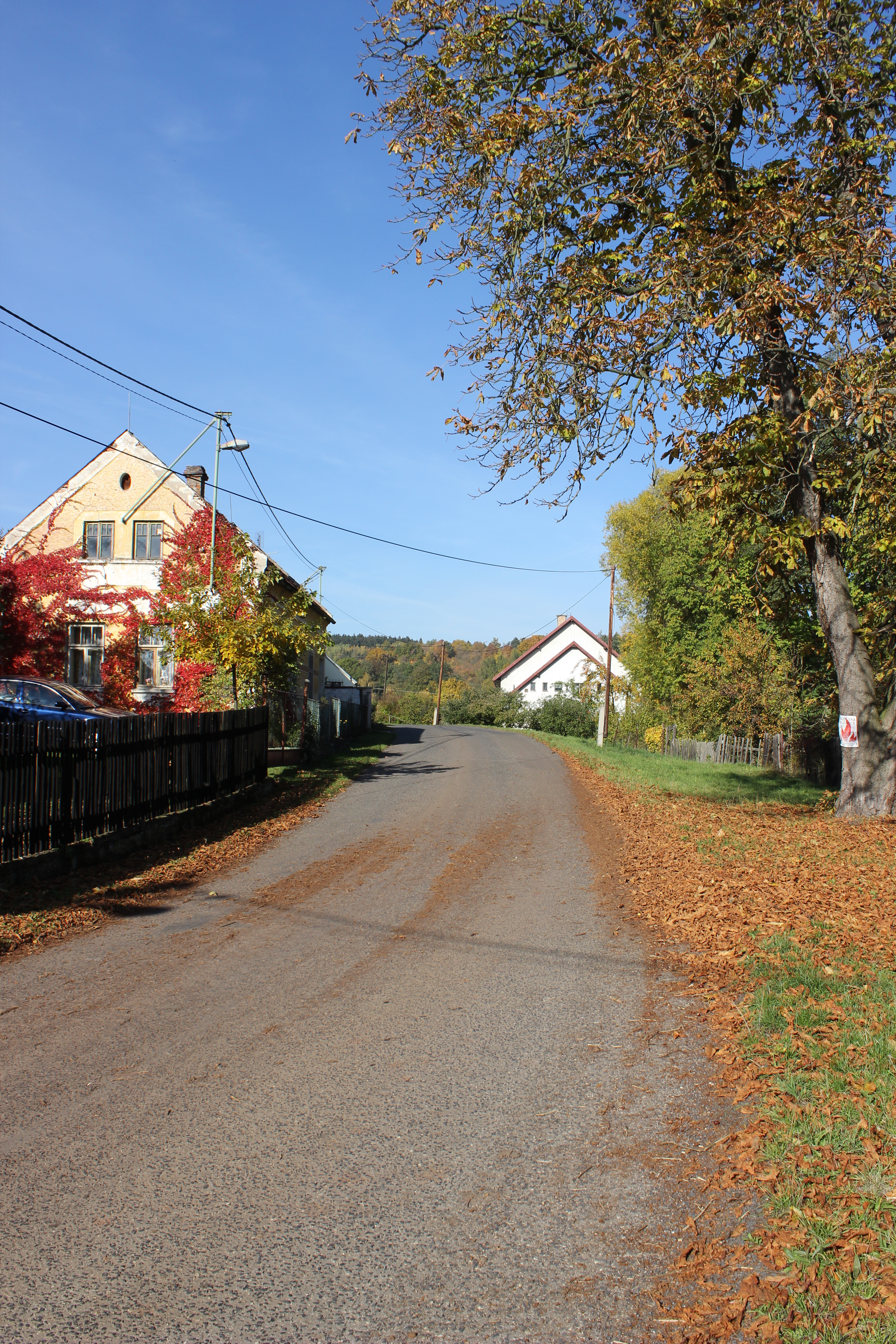
Silnice k Jeřeni
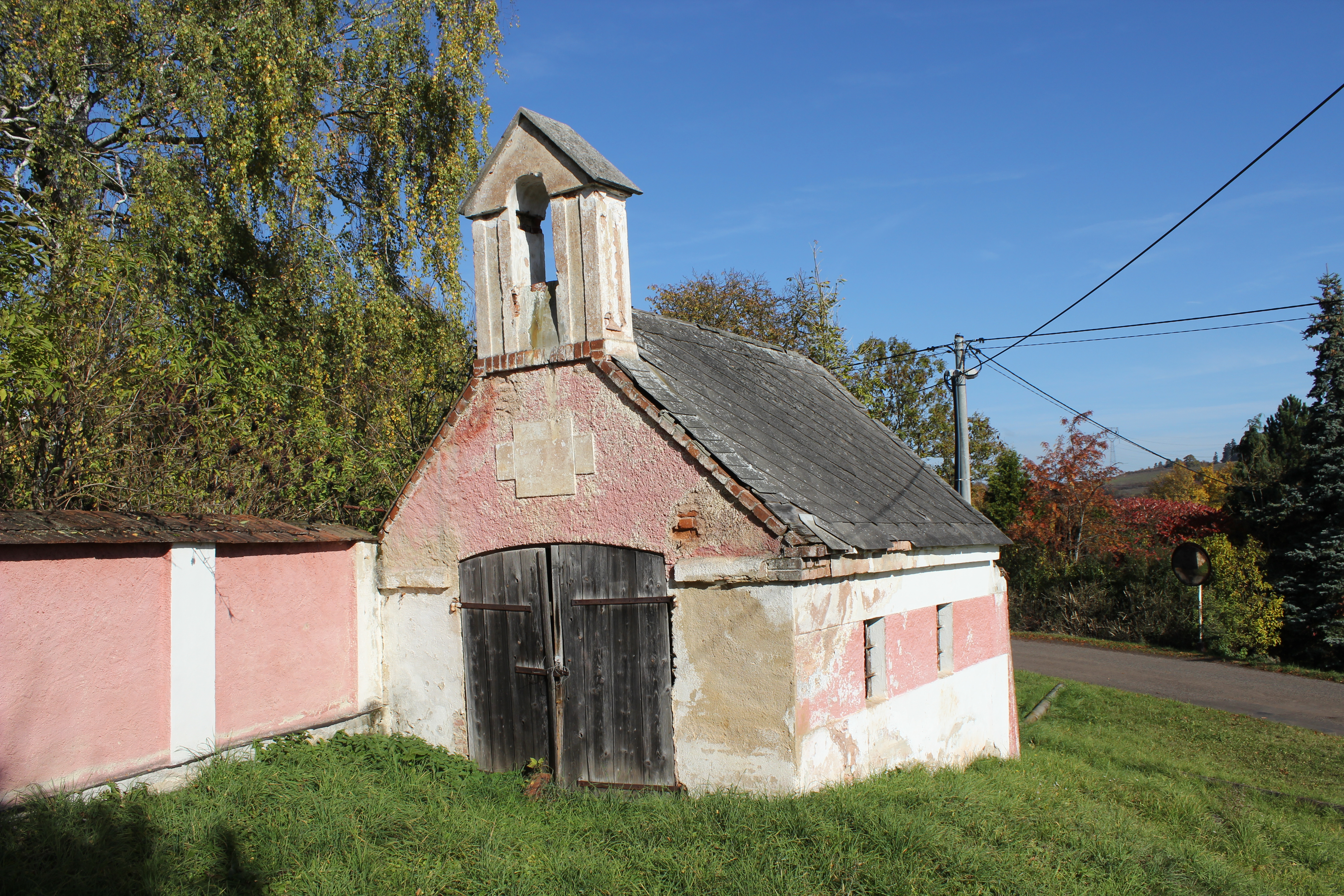
Kaplička
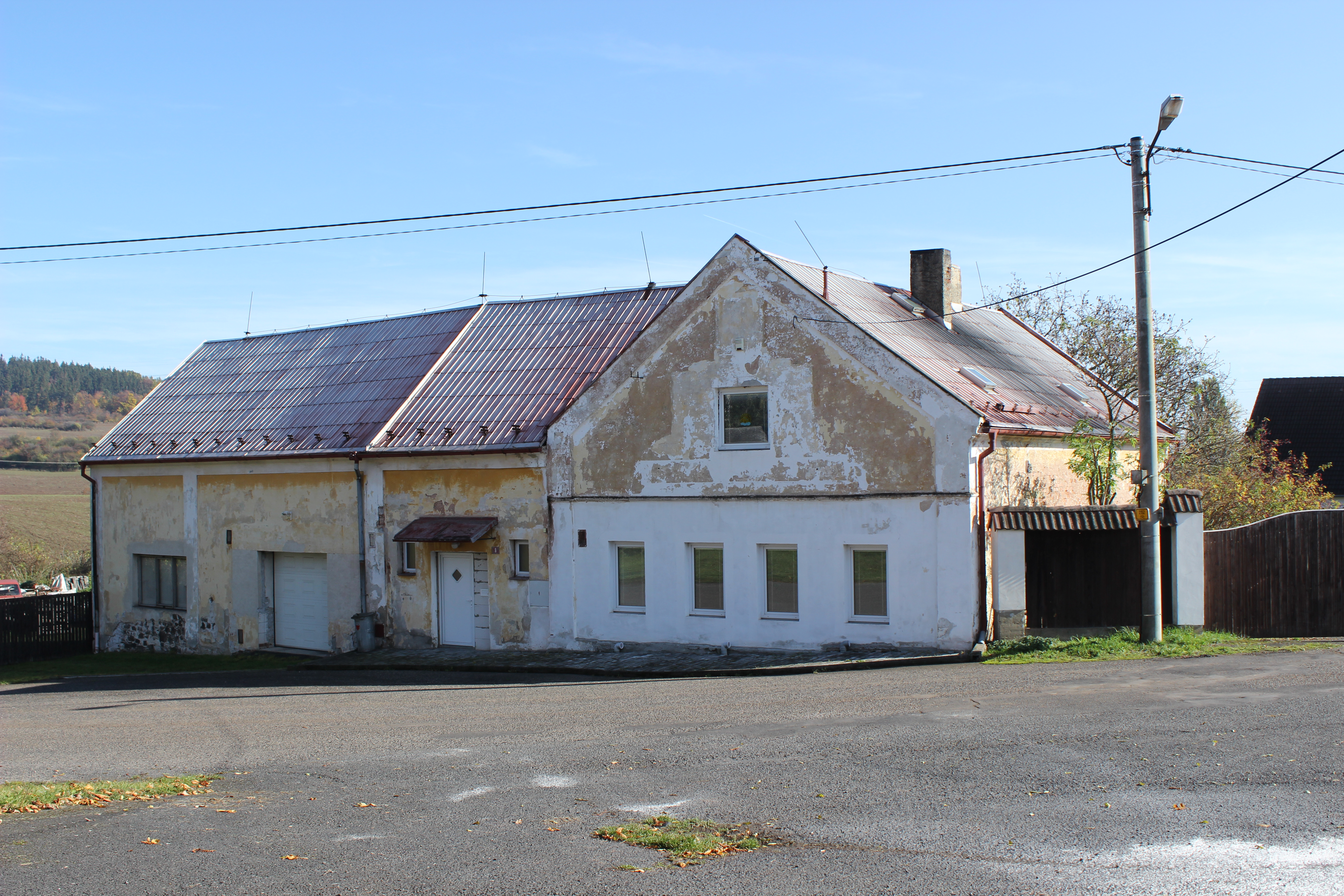
Dům číslo 6